# Krucini (herb szlachecki)

Herb

Krucini (Krzyż, Krzyż III, Kruczyn, Krucyni, Kruszyna, Tryumf) – polski herb szlachecki.

## Opis herbu
Opis zgodnie z klasycznymi zasadami blazonowania:
W polu czerwonym pod krzyżem kawalerskim złotym, gwiazda srebrna. Klejnot - krzyż kawalerski złoty. Labry czerwone, podbite złotem.

## Najwcześniejsze wzmianki
Herb wymieniany po raz pierwszy przez Niesieckiego, ale tylko z nazwy, bez opisu. Opis po raz pierwszy pojawia się u Piotra Nałęcz-Małachowskiego w Zbiorze nazwisk szlachty, ale autor we wpisie poświęconym herbowi Krucini opisuje kilka różnych, podobnych herbów w tym Krucina, Krucina (Dolewski), Grzybowski, Skorobohaty. Rysunek oraz opis herbu zamieścił także Juliusz Karol Ostrowski, pod hasłem Krzyż III.

## Herbowni
Tadeusz Gajl wymienia następujące rodziny herbownych uprawnionych do herbu Krucini:
Dalecki, Dalewski, Dolewski, Gembarzewski, Gembarzowski, Jęzor, Kasztulski, Kosztulski, Kruszyna, Krzyżanowski, Kulczycki, Nawrot, Onichin, Onychin, Pietrowicz, Pitschman, Reisner, Rejsner, Sebastjanowicz, Szczepkowski, Sztokajło, Świentopełk, Wojszko, Wrzerzewski, Wrzeżewski, Wyszatrawka, Wyszetrawka.
Należy zwrócić uwagę, że z powodu dużej ilości herbów o podobnej nazwie i podobnych godłach, część występujących tutaj nazwisk może w istocie przynależeć do innego herbu, tym bardziej że w niektórych wzmiankach historycznych nie czyniono rozróżnienia między podobnymi herbami. Tak jest w przypadku Niesieckiego, który rodzinie Korniaktów przypisuje herb zwany Krucini zaś Dalewskim herb zwany Krucyni albo Krzyż. Ponieważ autor nie zamieścił rysunków ani opisów herbów Korniaktów i Dalewskich, na podstawie jednego tylko Niesieckiego można wysnuć wniosek, że Korniaktowie i Dalewscy używali tego samego herbu. Nie powinno to być możliwe inaczej niż przez pomyłkę, ponieważ herb Korniaktów Krucina pochodził z nobilitacji, a więc należał tylko do jednej rodziny.